# Douglas C-132
El Douglas C-132 fue una propuesta de avión de transporte, basado en el C-124 Globemaster II de la misma compañía.

## Desarrollo y diseño
Los estudios de diseño comenzaron en 1951, pero el proyecto fue cancelado en 1957 por la USAF. Ningún prototipo fue construido y el proyecto no pasó de la etapa de maqueta. El C-132 iba a estar equipado con cuatro turbohélices Pratt & Whitney XT57 (PT5) de 11 000 kW (15 000 shp), montados en un ala aflechada. También fue propuesta una versión de repostaje en vuelo, el XKC-132, pero solo habría utilizado el sistema de repostaje aéreo de sonda-cesta (probe and drogue), y ese sistema, usado principalmente por la Armada de los Estados Unidos, no tenía el favor de la Fuerza Aérea. Un XT57 fue instalado en el morro de un C-124 (número de serie de la Fuerza Aérea 52-1069) para pruebas. La velocidad de proyecto iba a ser 774 km/h, con un alcance de 4100 km y una carga útil máxima de 62 142,2 kg.

## Variantes
C-132 (Model 1814)
Propuesta de avión de carga, no construido.
XKC-132
Versión cisterna del C-132, no construido.

## Especificaciones (C-132)
Referencia datos: The Encyclopedia of World Aircraft

### Características generales
- Tripulación: Dos
- Carga: 62 142,2 kg
- Longitud: 55,8 m (183,1 ft)
- Envergadura: 56,9 m (186,7 ft)
- Altura: 17,6 m (57,7 ft)
- Superficie alar: 390,3 m² (4201,3 ft²)
- Peso cargado: 212 837 kg (469 092,7 lb)
- Planta motriz: 4× Turbohélice Pratt & Whitney XT57.
  - Potencia: 11 000 kW (15 166 HP; 14 958 CV) cada uno.

### Rendimiento
- Velocidad crucero (Vc): 774,1 km/h (481 MPH; 418 kt)

## Aeronaves relacionadas

### Desarrollos relacionados
- C-74 Globemaster
- C-124 Globemaster II

### Secuencias de designación
- Secuencia C-_ (Aviones de Carga del USAAC/USAAF/USAF, 1924-1962): ← C-129 - C-130/J - C-131 - C-132 - C-133 - C-134 - C-135/KC-135 →